# Vivant (film, 2023)
Pour les articles homonymes, voir Vivant.
Pour plus de détails, voir Fiche technique et Distribution.
Vivant est un film documentaire réalisé par Yann Arthus-Bertrand, sorti en 2023.

## Synopsis
Vivant est un documentaire sur la biodiversité en France avec la présentation de quelque 400 espèces animales sauvages. Le réalisateur s'est appuyé sur des images de plus de 200 personnes naturalistes et vidéastes.

## Fiche technique
- Titre original : Vivant
- Réalisation : Yann Arthus-Bertrand
- Musique : Armand Amar
- Producteur exécutif : Florent Gilard
- Sociétés de production : Hope Production ; Calt Production ; France Télévisions (participation)
- Pays de production : France
- Langue originale : français
- Genre : documentaire
- Durée : 103 minutes
- Date de sortie : 
  - France : 23 mai 2023

## Diffusion
Le film est diffusé le 23 mai 2023 sur France 2, suivi de son documentaire making-of Renouer avec le vivant, à l'occasion de la Journée mondiale de la biodiversité du 22 mai 2023.